# Newtons gravitationslag
Newtons gravitationslag innebär att två kroppar dras mot varandra med en kraft som är proportionell mot kropparnas massor och omvänt proportionell mot kvadraten på avståndet mellan dem:
{\displaystyle F_{1}=F_{2}=G{\frac {m_{1}m_{2}}{r^{2}}}\ }
Här är
F: kraften mellan kropparna
m: massa
r: avståndet mellan kropparnas tyngdpunkter
G: gravitationskonstanten, en universell proportionalitetskonstant ≈ 6,7 · 10-11 m3 kg-1s-2
Med vektorer:
{\displaystyle \mathbf {F} _{12}=-\mathbf {F} _{21}=-G{m_{1}m_{2} \over {\vert \mathbf {r} _{12}\vert }^{2}}\,\mathbf {\hat {r}} _{12}}
Lagen gäller bara för kroppar som inte omsluter varandra. En sten och ett cementrör som svävar åtskilda i rymden dras mot varandra enligt denna lag. Men om stenen finns inne i röret, kommer kraften från olika delar av röret att dra åt olika håll, vilket försvagar den totala kraften. Det går att räkna som om röret var delat där stenens tyngdpunkt befinner sig. Ena delen av röret ger en kraft i en riktning, andra delen en kraft i motsatt riktning och den verkliga kraften är skillnaden mellan de två motriktade krafterna. Om stenens och rörets tyngdpunkter sammanfaller, blir kraften noll.
Gravitationskraften mellan lätta föremål är mycket liten. Två människor som står tätt ihop dras mot varandra med en kraft på i storleksordningen 0,01 millinewton. Det är jämförbart med tyngdkraften av ett sockerkorn.
Newtons lag har ersatts av Einsteins allmänna relativitetsteori, men den fortsätter att användas som en utmärkt approximation av effekterna av gravitation i de flesta applikationer. Relativitet krävs endast när det finns ett behov av extrem precision, eller när det handlar om mycket starka gravitationsfält, såsom de i närheten av extremt stora och täta föremål, eller på mycket nära håll (såsom Merkurius omloppsbana runt solen).

## Jordens dragningskraft
Gravitationslagen kan specialiseras till att beskriva jordens dragningskraft på ett föremål med massan m på jordytan. Ett sådant föremåls avstånd till jordens centrum är jordradien. Om jordmassan är mj och jordradien rj och dessa sätts in i gravitationslagen tillsammans med gravitationskonstanten, kan en ny konstant bildas som bara gäller på jorden:
{\displaystyle F=G{\frac {m\cdot m_{j}}{r_{j}^{2}}}=m\cdot \left(G{\frac {m_{j}}{r_{j}^{2}}}\right)\approx m\cdot g}
Denna konstant kan beräknas med gällande värden för G, mj och rj, till värden mellan 9,800 och 9,865 m/s2 beroende på vilken jordradie som väljs. Jordradien är större och gravitationen därmed mindre vid ekvatorn än vid polerna. Dessa värden är dock något för höga jämfört med uppmätta värden på tyngdaccelerationen g, vilket beror på att centrifugalkraften från jordens rotation motverkar tyngdkraften och gör g något mindre.
Liknande specialisering av gravitationslagen kan göras för månen och andra planeter. 

## Kritik
Teorin hade redan under Newtons tid utsatts för kritik och i takt med att forskningen gått framåt har ytterligare problem framkommit.
- Det står inte klart vilket medium som förmedlar gravitationen.

- Newtons lag förutsätter en omedelbar växelverkan mellan objekt.

- Teorin förklarar inte Merkurius bana.

- Ljusstrålar böjs inte i enlighet med vad teorin förutspår.

- Newtons gravitationslag förutsätter att φ/c2 och (v/c)2 är mindre än 1, i annat fall blir resultaten inexakta. Här är c ljusets hastighet, v objektets hastighet och φ den gravitationella potentialen.

Flera av dessa problem löstes när Albert Einstein lanserade den allmänna relativitetsteorin som noggrannare förklarar gravitationens natur.